# Зарраб, Реза
Реза Зарраб (перс. رضا ضراب‎, тур. Rıza Sarraf, азерб. Rza Sərraf , Рыза (Рза) Сарраф;, род. 12 сентября 1983, Тебриз, Иран) — предприниматель. Имеет гражданства Ирана, Азербайджана, Турции и Македонии.
19 марта 2016 года он был арестован на территории США. Бизнесмену были предъявлены обвинения в способствовании обходу санкций, наложенных на Иран со стороны США, и отмывании денег. Согласно обвинению, в схему обхода американских санкций, наложенных на Иран, были вовлечены ряд турецких министров, входивших в состав правительства Реджепа Эрдогана, занимавшего на тот момент пост премьер-министра.
Отец Резы, Хуссейн Зарраб, был близким другом Махмуда Ахмадинежада, занимавшего в 2005—2013 годах пост президента Ирана. Минфин США обвинял Хуссейна Зарраба в нарушении американских санкций, наложенных на Иран, и наложил на него штраф в размере 9,1 млн долларов, который был уменьшен до 2,3 млн после переговоров Хуссейна с американскими чиновниками.

## Биография
Родился в Тебризе, имеет азербайджанское происхождение, рос в Азербайджане и Турции. Он жил в Турции, но имел гражданства как Азербайджана, так и Турции. Родители бизнесмена в 2010-11 годах жили в Баку (Азербайджан), в 2013 году они получили гражданство Турции, по некоторым данным это произошло после вмешательства занимавшего на тот момент пост министра внутренних дел Муаммера Гюлера.
В 2008 году Зарраб основал в Турции компанию «Royal Maritime A.S». В 2010 году вместе со своим братом Мохаммедом (также известен под именем Джан) Реза создал компанию «Royal Holding».

## Личная жизнь
В 2008 году Реза Зарраб женился на турецкой поп-звезде Эбру Гюндеш, в 2011 году у них родилась дочь Алара. В сентябре 2016 года, по сообщениям СМИ, Эбру подала на развод, но вскоре пара возобновила отношения.